# Шишкин, Виктор Иванович
Ви́ктор Ива́нович Ши́шкин (укр. Віктор Іванович Шишкін; род. 14 марта 1952, Тирасполь, МССР, СССР) — украинский юрист, политик. Депутат Верховной Рады Украины I (1990—1994), II (1994—1998), III (1998—2002) созывов, первый Генеральный прокурор Украины (1991—1993), Судья Конституционного Суда Украины (2006—2015).

## Биография
Родился 14 марта 1952 года в городе Тирасполь в семье рабочего.
В 1969—1970 годах работал слесарем-сборщиком Тираспольского завода «Электроаппарат».
В 1970—1972 годах проходил службу в рядах Советской Армии.
В 1972—1975 годах работал слесарем южного участка производственного объединения «Союзэнергоавтоматика» города Кишинёв.
В 1975 году стал слушателем подготовительного отдела, а затем студентом юридического факультета Одесского государственного университета имени Ильи Мечникова, который окончил в 1981 году.
В 1981 году — стажёр народного судьи Ленинского народного суда города Кировограда.
В 1981—1982 годах — народный судья Александровского районного народного суда Кировоградской области.
В 1982—1985 годах — народный судья Кировского районного народного суда города Кировограда.
В 1985—1987 годах — судья Кировоградского областного суда.
В 1987—1990 годах — заместитель председателя Кировоградского областного суда.
Член КПСС (с 1973), исключён в апреле 1990 года за участие в «Демократической платформе в КПСС».
В 1990 году был выдвинут кандидатом в Народные депутаты Украины трудовыми коллективами областной психиатрической больницы, Кировоградской станции скорой неотложной помощи, специального конструкторского бюро Кировоградского производственного объединения «Печатьмаш».
18 марта 1990 года был избран депутатом Верховной Рады Украины I созыва от Кировского избирательного округа № 226 (Кировоградская область). Входил в «Народный совет». Заместитель председателя Комиссии Верховной Рады Украины по вопросам законодательства и законности.
С 4 сентября 1991 по 21 октября 1993 года — Генеральный прокурор Украины.
Весной 1994 года был избран депутатом Верховной Рады Украины II созыва от Киевского избирательного округа № 296 (Одесская область). Член группы «Реформы». Председатель подкомитета по судебно-правовой реформе Комитета по вопросам правовой политики и судебно-правовой реформы.
29 марта 1998 года был избран депутатом Верховной Рады Украины III созыва от одномандатного избирательного округа № 133 (Одесская область). Уполномоченный представитель фракции «Громада» (май 1998 — февраль 2000). Заместитель председателя Комитета по вопросам правовой политики. Член Временной специальной комиссии Верховной Рады Украины по вопросам соблюдения органами государственной власти и местного самоуправления и их должностными лицами, Центральной избирательной комиссией норм избирательного законодательства во время подготовки и проведения выборов Президента Украины 1999 года.
С сентября 1996 по март 2003 года — член Высшего совета юстиции.
С августа 2005 по май 2008 года — член Национальной комиссии по укреплению демократии и утверждению верховенства права.
14 ноября 2005 года Президентом Украины назначен судьей Конституционного Суда Украины. Присягу принёс 4 августа 2006 года.
30 сентября 2010 года выразил особое мнение относительно решения КСУ о восстановлении Конституции Украины 1996 года (отмена закона о внесении изменений в Конституцию 2004), то есть выступил против неконституционного перехода от парламентско-президентской республики к президентско-парламентской.
22 июля 2015 года досрочно уволен Президентом Украины с занимаемой должности.
Кандидат юридических наук (1987), доцент.
Действительный государственный советник юстиции (22 июня 1992).
Автор более 100 научных трудов. 20 января 2019 года объявил об участии в выборах президента Украины 2019 года. В феврале 2022 года, некогда солдат пограничных войск, Шишкин присоединился к формированию батальона территориальной обороны ОУН.

## Награды
- Заслуженный юрист Украины (1 ноября 1996)[6].